# Oenanthe (planta)
Oenanthe es un género de plantas de la familia de las apiáceas. Comprende ciento setenta y seis especies descritas y de estas, solo once aceptadas.

## Descripción
La mayoría de las especies de Oenanthe que se ha comprobado que producen una serie de poliacetilenos similares a los de la Cicuta y por lo tanto son muy venenosas (de ahí el nombre común filipéndula). La única excepción es Oenanthe javanica, que se come como un vegetal en algunas partes de Asia e Indonesia. Las plantas introducidas a la horticultura en los Estados Unidos no pueden tener su origen en las poblaciones comestibles y por lo tanto se debe evitar su uso para fines culinarios sin cierto conocimiento de la comestibilidad de las plantas particulares en cuestión. Además de O. javanica, varias especies del género se cultivan en los jardines pantanosos y otras aplicaciones hortícolas acuáticas, incluyendo O. aquatica (L.) Poir. (Hinojo de agua, que al parecer se ha escapado en Ohio y Washington D. C.) y O. pimpinelloides L.

## Taxonomía
El género fue descrito por Carlos Linneo y publicado en Species Plantarum 1: 254–255. 1753. La especie tipo es: Oenanthe fistulosa L.
Etimología
Oenanthe: nombre genérico que deriva del griego oinos = "vino", para una planta de olor a vino, y el nombre griego antiguo para alguna planta espinosa.

## Especies
A continuación se brinda un listado de las especies del género Oenanthe aceptadas hasta septiembre de 2012, ordenadas alfabéticamente. Para cada una se indica el nombre binomial seguido del autor, abreviado según las convenciones y usos.
- Oenanthe crocata (L.)
- Oenanthe aquatica (L.) Poir.
- Oenanthe benghalensis (Roxb.) Benth. & Hook. f.
- Oenanthe globulosa L.
- Oenanthe hookeri C.B. Clarke
- Oenanthe javanica (Blume) DC.
- Oenanthe linearis Wall. ex DC.
- Oenanthe palustris (Chiov.) C. Norman
- Oenanthe procumbens (H. Wolff) Norman
- Oenanthe silaifolia M. Bieb.
- Oenanthe thomsonii C.B. Clarke
- Oenanthe uhligii (H. Wolff) Norman